# The SNAFU Special
 (mai 2014).
Si vous disposez d'ouvrages ou d'articles de référence ou si vous connaissez des sites web de qualité traitant du thème abordé ici, merci de compléter l'article en donnant les références utiles à sa vérifiabilité et en les liant à la section « Notes et références ».
Pour les articles homonymes, voir SNAFU.
The SNAFU Special est un avion du type Douglas C-47 Skytrain, ayant participé à toutes les grandes opérations aéroportées de la Seconde Guerre mondiale. Peint sur son nez, le surnom The SNAFU Special (Situation Normal: All Fucked Up : « situation normale : c'est le bordel ») lui a été attribué par son équipage. Il est aujourd'hui exposé à la batterie de Merville, en Normandie.

## Histoire
Portant le nom de Douglas C-47A-80-DL, numéro constructeur c/n 19539, il fut livré à l'US Army Air Force le 29 janvier 1944 sous le matricule 43-15073. Il est affecté le 11 mars 1944 à la 8th Air Force puis le 17 avril 1944 à la 9th Air Force dans le 95th Troop Carrier Squadron basé à Exeter (marquage portière 9X), au sein du 440th Troop Carrier Group.
Il a participé à l'opération Overlord (débarquement en Normandie), à l'opération Dragoon (débarquement de Provence) puis à l'opération Market Garden (Hollande), à l'opération Repulse (Ardennes belges) et à l'opération Varsity (franchissement du Rhin en mars 1945). Vendu à la Tchécoslovaquie à l'issue de la Seconde Guerre mondiale, il est reconverti en avion de ligne avant d'être racheté en 1960 par l'armée de l'air française qui le revend en 1972 à la Yougoslavie. 
Mitraillé au sol lors de la guerre qui embrase les Balkans au début des années 1990, il est découvert sur la base de Rajlovac (10 km au nord-ouest de Sarajevo) par un casque bleu français qui l'identifie et entame les premières recherches sur son histoire. Il est sauvé à plusieurs reprises de la destruction et devient à partir de 1994 un bar militaire, le Dakota Club, pour les soldats de l'EUFOR stationnés en Bosnie-Herzégovine. Toutefois, le départ de ces troupes programmé le 1er décembre 2007 fait naître de nouvelles craintes sur le devenir de l'avion.

## Rénovation
Créée à l’initiative d’amis de la batterie de Merville et de passionnés de l’aéronautique, l’association Merville Dakota s’est fixé pour objectif de financer et d’organiser le retour du Douglas C-47 43-15073 en Normandie sur le site historique de la batterie de Merville.
Le 12 novembre 2007, après six mois de négociations, parfois au plus haut niveau, la présidence collégiale de Bosnie-Herzégovine au cours de sa 26e session prend la décision d’offrir à la France l’épave du SNAFU Special. Cette décision intervient à la date même de la journée dédiée aux vétérans aux États-Unis et fait suite à une mobilisation considérable de part et d’autre de l’Atlantique. En Normandie, une équipe de passionnés a réussi à reconstituer l’historique de cet avion, à réunir le financement de son retour et de sa restauration (90 000 €) auprès de plus de 450 donateurs et à convaincre les autorités de Bosnie-Herzégovine du bien-fondé de leur démarche. Aux États-Unis, les vétérans qui ont servi dans cet avion ainsi que les familles des divers équipages se sont mobilisés et ont alerté la presse et leurs élus pour défendre ce projet. 
Dès le 17 novembre 2007, le Team SNAFU, équipe de douze bénévoles est à pied d'œuvre en Bosnie. L'avion est alors démonté et transporté sur trois semi-remorques en Normandie pour être restauré avant d’être présenté au public.
Le 7 juin 2008 eut lieu la cérémonie marquant le retour en Normandie du SNAFU Special en présence du président de Bosnie et de l'ambassadeur des États-Unis à Paris. Deux des anciens pilotes du SNAFU, le lieutenant Eugène Noble (87 ans) et Henry Moreland (90 ans) étaient également présents. Chris Buckner, le fils de Joseph R. Buckner qui fut opérateur-radio dans cet avion d'avril 44 jusqu'à la victoire de mai 1945 déclara alors au média américains : « Je [caresse] le fuselage de mes mains et [c'est] comme si je touchais une partie de la vie de mon père ».
Le 27 février 2014, le SNAFU Special est classé au titre objet des monuments historiques. Contrairement à ce qui est parfois publié, "The SNAFU Special" est le second avion de la Seconde Guerre mondiale à être classé par le ministère de la culture français, après le Boeing B 17 G 85 « Pink Lady », classé en 2012.

## Galerie

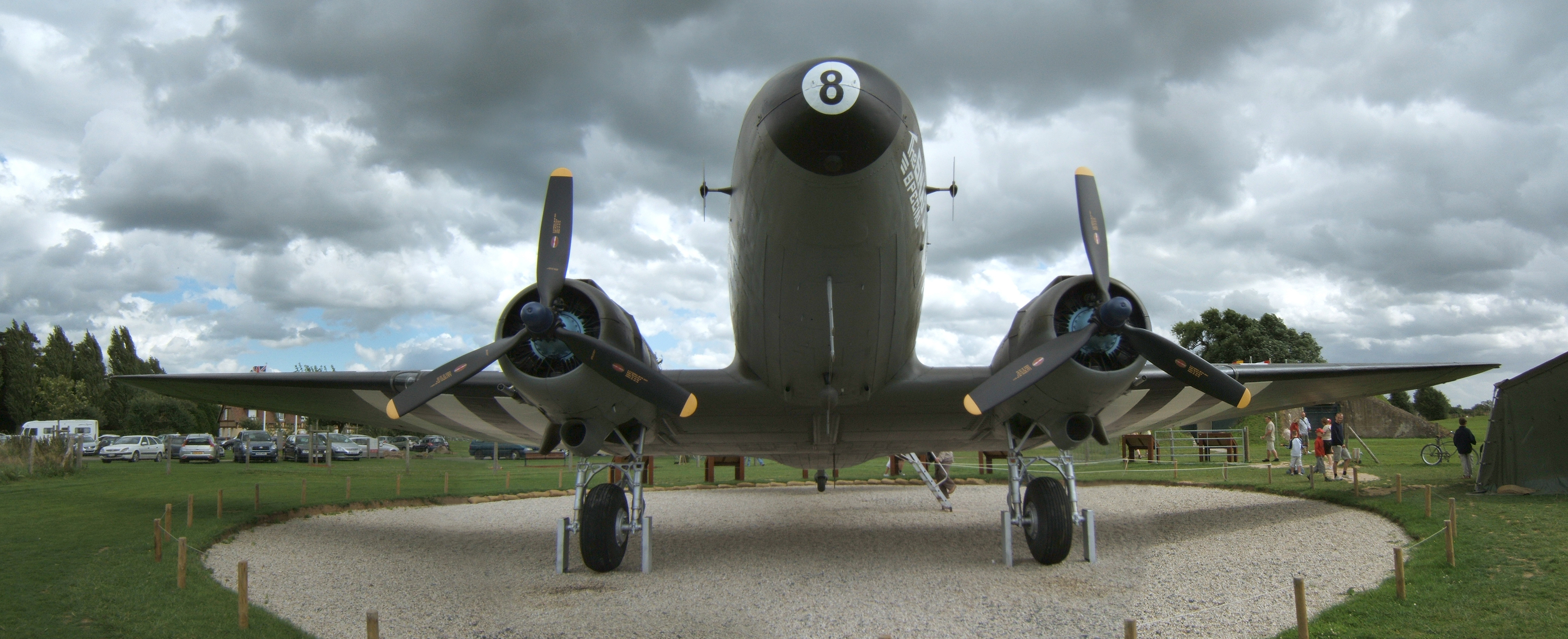
Avant
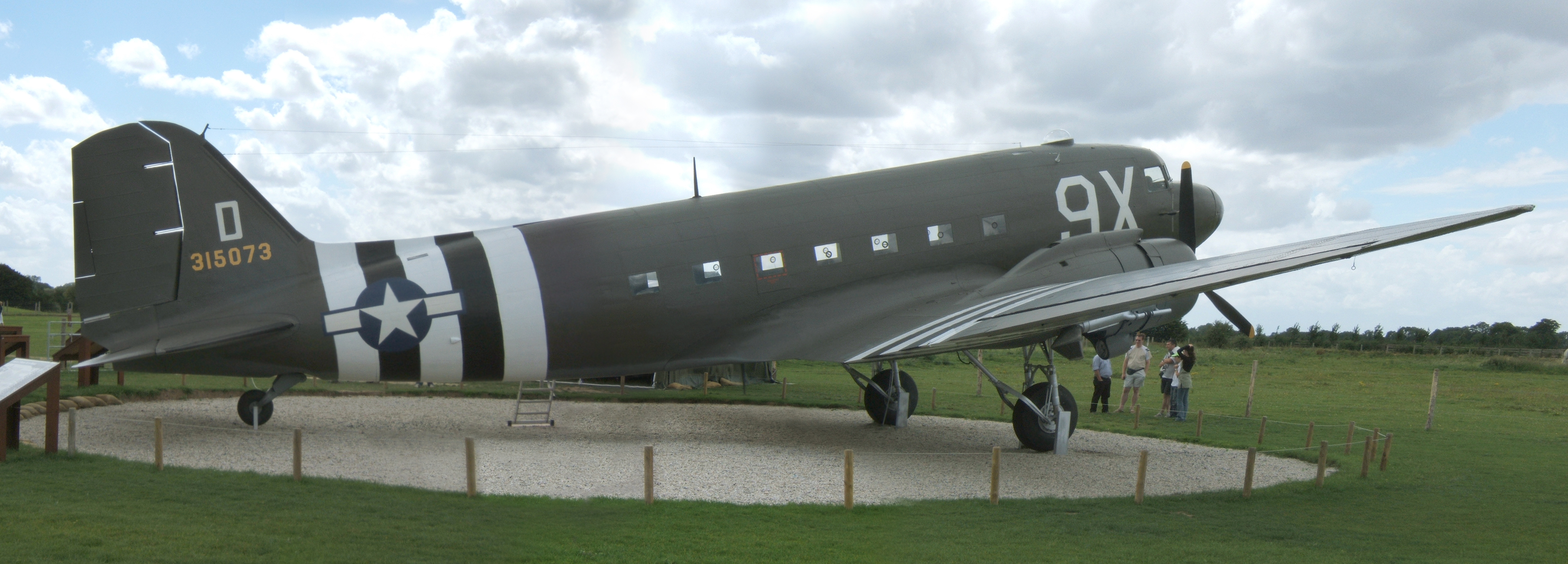
Côté droit
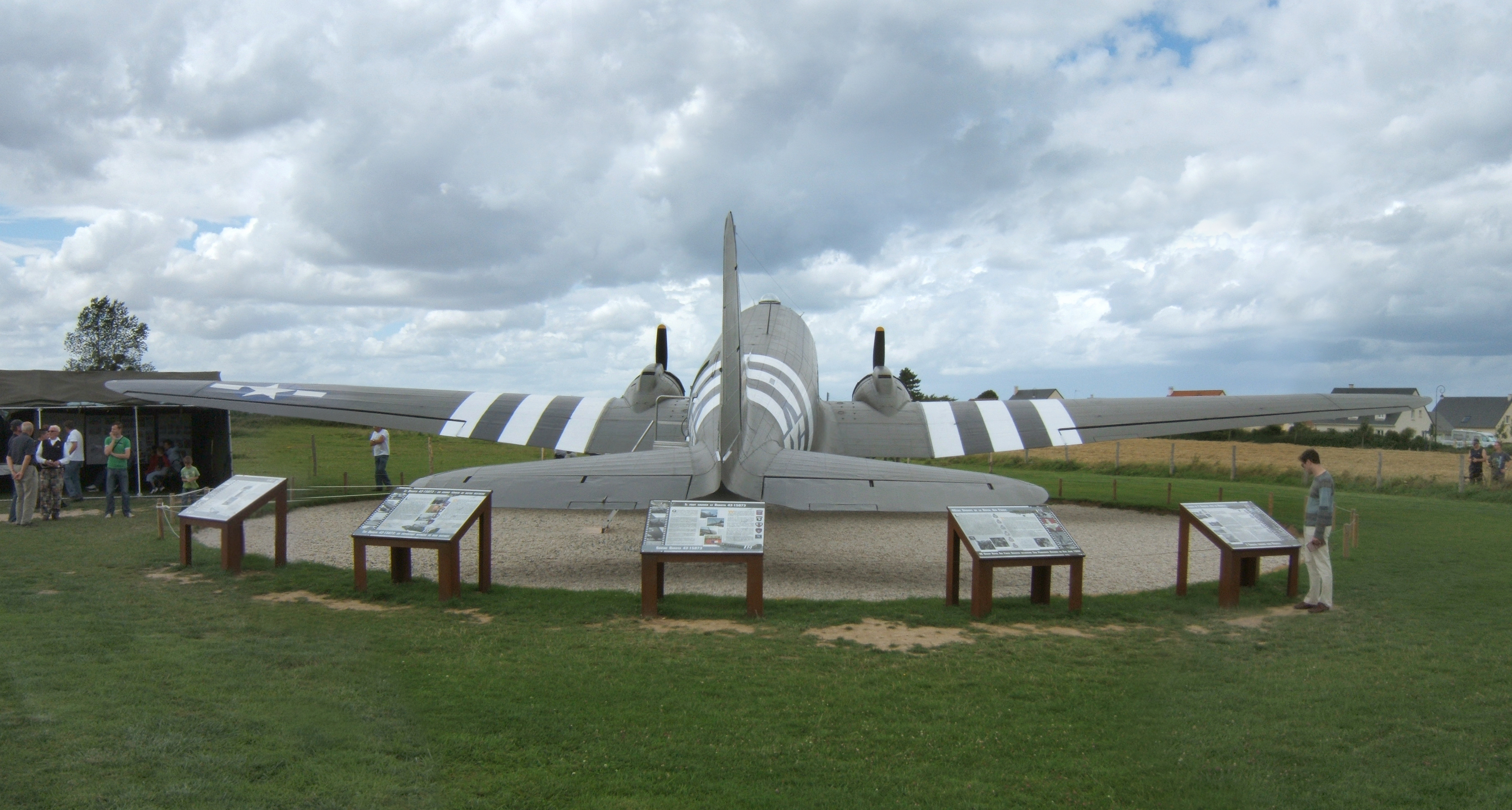
Arrière
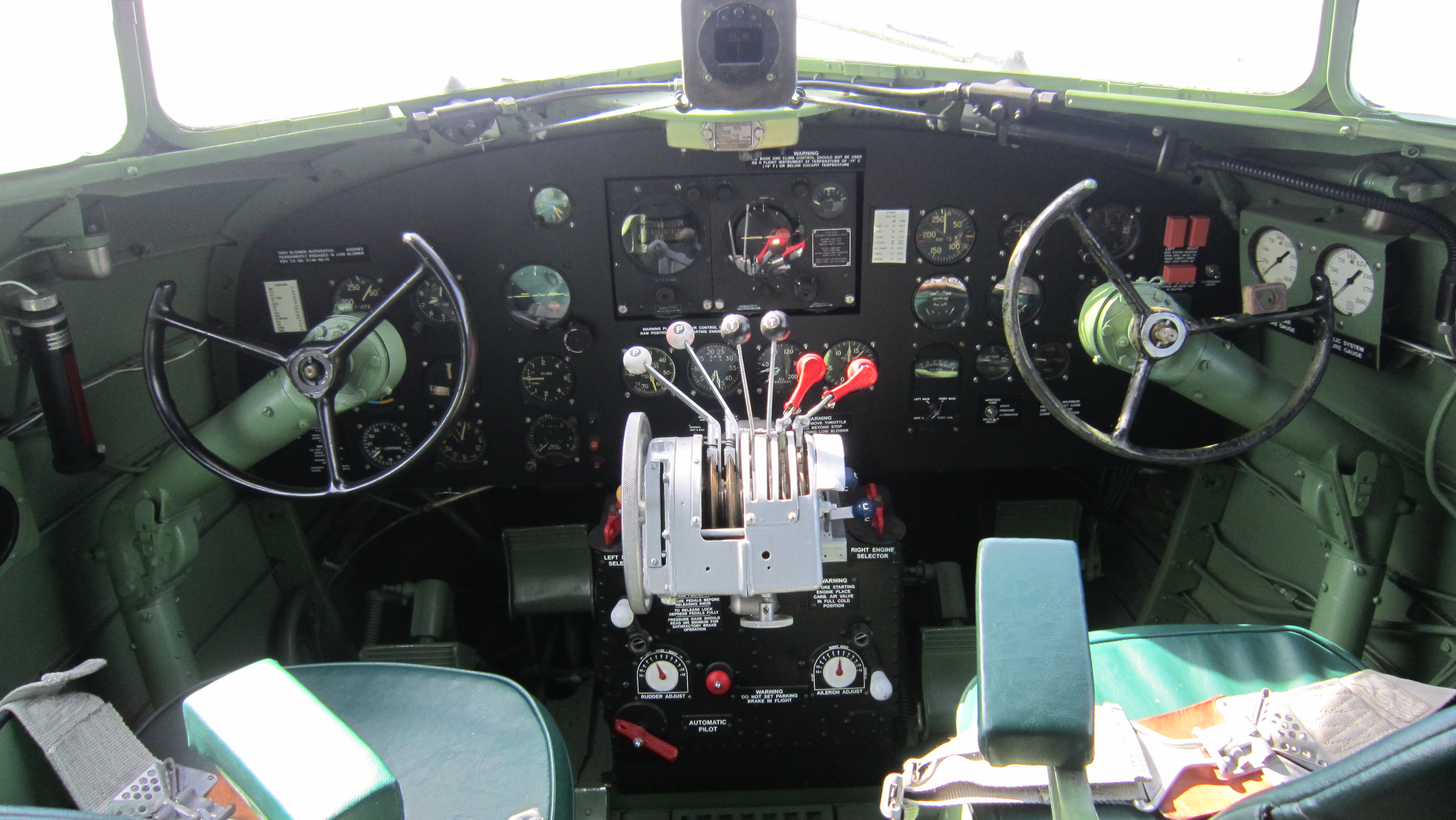
Poste de pilotage